# 21e division d'infanterie (Inde)
Pour les articles homonymes, voir 21e division.
La 21e division d'infanterie indienne est une division d'infanterie indienne de l'armée britannique formée en avril 1944 à Assam et fait maintenant partie du IVe corps ou Gajraj corps du Commandement est.

## Histoire
Formé dans l'Assam en avril 1944, elle n'a guère connue le combat et sa seule sous-unité était la 268e brigade d'infanterie. La division fut dissoute et ses unités transférées pour devenir la 44e division aéroportée en juin 1944. 
En formation, la 268e brigade d'infanterie indienne, convertie de la 268e brigade blindée indienne en août 1942, se composait de 17 / 7v régiment Rajput, 2 / 4e Bombay Grenadiers, 5 / 4e Bombay Grenadiers, 2e bataillon, The King's Own Scottish Borderers, 2e bataillon, le South Lancashire Regiment (en), la 429th Field Company des Indian Army Corps of Engineers (en) et la 45e Cavalry.
La division fut réformée au sein de l'armée indienne après la partition de l'Inde et fait maintenant partie du IVe corps. Elle fut levée en 1963 et affecté à l'Arunachal Pradesh, à l'ouest de la 5e division de montagne.